# 顧客
顾客（客户）可以指接受财产、服务、产品或某种创意的自然人或公司 ，是商業服務或產品的採購者，他們可能是消費者、代理人或供應鏈內的中間人。
在市場學理論中，供應商必須營商事前，了解客户及其市場的供求需要，否則事後的「硬銷」廣告，只是一種資源的浪費，又不環保。
現代社會中，「顧客就是上帝」是企業界的流行口號。在客戶服務中，有一種說法，「顧客永遠是對的」。不過各方有不同的演繹，例如顧客二字的個別定義。
顧客一詞源於習慣。一個顧客是時常探訪某店舖的人，他常在該處購買，和店東維持良好關係。
在消費行為中，顧客可分為兩種，一種稱為消費者，一種稱為工業用戶。當顧客購買產品或服務的目的是為了供其最終直接消費之用，則該產品或服務便稱為消費品，而購買該產品的顧客則稱為消費者；而當顧客購買產品或服務的目的是為了投入再製造、再生產與再銷售，則該產品便稱為工業品，此時購買該產品的顧客便稱為工業用戶。

## 重要性
一、從市場與競爭者角度：顧客是市場和競爭的最終裁判者，消費者決定了市場競爭的勝負成敗
二、從行銷角度：消費者行為是整個行銷策略的核心
三、從組織的角度：顧客是組織的衣食父母
四、從社會整體的角度：消費者滿足是檢驗企業機制優良與否的手段
五、從員工的角度：顧客或消費者提供了員工滿足的重要來源
六、從政府的角度：消費者行為的研究提供了政府公共政策的基礎

## 客户和潜在客户
下列条目以现有客户和公司的潜在客户来划分，以便以市场基础和模本将各类客户加以分类.

### 互动客户和非互动客户
互动客户或活跃客户是指在当前有购买行为或在短时期内有完成某些交易行为。
非互动客户或非活跃客户是指在长时期内都未发生再交易活动，因此可推测出因某种商业竞争或顾客不满对所接受的产品或服务，而产生的不满足感，或顾客根本不需要此产品及服务。
由两点可反应出此分类的必要性：
- 可方便的将在当前有交易行为的活跃客户分类，并设法完善想对应的服务以达到长期合作之目的，是公司能有稳定的财务收入并经营下去。

- 可方便分析非活跃客户是因何种理由不再积极与公司互动，最终导致终止再交易活动，以便公司有目标的设法弥补各项不足并挽回此类客户的再合作之行为。

下面列举一些关于在客户和销售商之间所涉及买卖交易的词汇：
- 银行：银行可谓是金融中间商，是主要以集资，借贷以及提供各项金融服务的重要社会角色。

- 收入：以经济学角度可以指一公司以出售其产品及服务所获得的各类资金收入。

- 银行柜台：可以办理资金以纸钞、硬币、支票的形式支取与存储，信用卡申请，银行汇款，邮寄、电报等各类金融服务。

- 支出：因支付各种所接受的财产或服务而产生的款项、各种花费或资金资源的流出。在政府财政中支出需要根据预算来进行。

- 服务提供者：可以指为某一集体、团体或社会提供或供应所需要的一切服务的个人或公司。

- 债务：指因为购买某种资产或服务所产生的应付款。

## 相關
- 客戶關係管理
- 股票證券投資者
- 供應商
- 電子商業
- 电子商务
- 老板
- 價值鏈
- 企業再造
- 公司治理
- 电话营销
- 客户（Client_(business)）